# Xã Okoboji, Quận Dickinson, Iowa
Xã Okoboji (tiếng Anh: Okoboji Township) là một xã thuộc quận Dickinson, tiểu bang Iowa, Hoa Kỳ. Năm 2010, dân số của xã này là 2.233 người.